# Bramford
Bramford – wieś w Anglii, w hrabstwie Suffolk, w dystrykcie Mid Suffolk. Leży 5 km na północny zachód od miasta Ipswich i 106 km na północny wschód od Londynu.